# Місто безмовних чоловіків
Місто безмовних чоловіків (англ. The City of Silent Men) — американський кінофільм режисера Тома Формана 1921 року.

## Сюжет
Джим Монтгомері здійснює втечу з в'язниці Сінг-Сінг і біжить на захід, щоб почати нове життя під ім'ям Джек Нельсон. Він стає доглядачем великого млина і закохується в дочку власника Моллі. Він розповідає їй про своє минуле життя, і вона вважає, що він невинний, після чого вони одружуються.

## У ролях
- Томас Міган — Джим Монтгомері
- Лоїс Вілсон — Моллі Брайант
- Кейт Брюс — місіс Монтгомері
- Пол Евертон — Старий Білл
- Джордж МакКуоррі — Майк Керні
- Гай Олівер — містер Брайант
- Барбара Мейєр — маленька дівчинка